# 김여운
김여운(1986년 8월 30일 ~ )은 대한민국의 희극 배우이다.

## 학력
- 동아방송대학 방송극작과

## 출연작

### 방송
- 《개그스타》 (KBS)
- 《개그공화국》 (MBN)
  - 《나란 놈은...》
  - 《헤픈달》 왕 역
- 《코미디빅리그》 (tvN)
  - 《하이 장틀러》 장틀러(장동민)의 병사1 역
  - 《까톡친구들》
  - 《10년째 연애중》
  - 《아이러브뺀드》
  - 《개인주의》(2015년 4쿼터)
  - 《상거지》
  - 《100세 미생》
  - 《신의 한수》
  - 《개국공신》 영의정 역
  - 《CSI》
  - 《지구대 김순경》 고등학생1 역
  - 《공개수배》
  - 《신과 함께》 저승 변호사 역
- 《한판만 시즌 3》 (온게임넷)
- 《써니의 FM데이트》 (MBC FM4U)
- 《영스트리트》 (SBS 파워FM)

### 광고
- CJ제일제당 오버앤오버